# 热曲 (金沙江支流)
热曲，是中国长江流域的一条河流，汇入金沙江右岸，属于金沙江水系。河长145千米，流域面积5450平方千米，年均流量63立方米每秒。自然落差1668米。水能理论蕴藏量47万千瓦。